# 2008-09년 UEFA컵
2008-09년 UEFA컵(2008-09 UEFA Cup)은 38번째 UEFA컵 대회이다. 이 대회의 결승전은 2009년 5월 20일에 터키의 이스탄불에 위치한 페네르바체의 홈구장인 쉬크뤼 사라졸루 경기장에서 열렸다.

## 진출팀
53개 UEFA 회원국으로부터 122개 팀이 참가하게 된다. 각국의 축구 협회는 각국의 리그 점수를 기반으로 한 순위에 따라 UEFA컵에 참가하는 팀의 수가 결정된다. 국내 대회를 통해 각 협회는 최대 4팀까지 진출할 수 있다. 아래는 2008-09시즌의 UEFA컵의 예선 계획이다.
- 3팀 출전 - 1~6위 협회
- 4팀 출전 - 7~8위 협회
- 2팀 출전 - 9~15위 협회
- 3팀 출전 - 16~21위 협회
- 2팀 출전 - 22~37위, 39~50위 협회
- 1팀 출전 - 38, 51, 52위 협회
- 2팀 출전 - 53위 협회(몬테네그로)

추가로 합류하는 팀
- 3팀 - UEFA 페어플레이 수상팀
- 11팀 - UEFA 인터토토컵 2008 우승 팀
- 16팀 - UEFA 챔피언스리그 3차 예선전 탈락팀
- 8팀 - UEFA 챔피언스리그 조별리그 각 조의 3위팀

1차 예선전: (74팀)
- 33팀 - 21~53위 협회의 컵대회 우승 팀
- 32팀 - 19~37, 39~50, 53위 협회의 리그 준우승 팀
- 6팀 - 16~21위 협회의 리그 3위팀
- 3팀 - UEFA 페어플레이 수상팀

2차 예선전: (64팀)
- 37팀 - 1차 예선전의 승리팀
- 6팀 - 15~20위 협회의 컵대회 우승 팀
- 7팀 - 9~15위 협회의 리그 3위팀
- 3팀 - 16~18위 협회의 리그 준우승 팀
- 11팀 - UEFA 인터토토컵 우승 팀

1회전: (80팀)
- 32팀 - 2차 예선전의 승리팀
- 14팀 - 1~14위 협회의 컵대회 우승 팀
- 2팀 - 7~8위 협회의 리그 3위팀
- 5팀 - 4~8위 협회의 리그 4위팀
- 7팀 - 1~3, 5~8위 협회의 리그 5위팀
- 2팀 - 1~2위 협회의 리그 6위팀
- 2팀 - 3~4위 협회의 리그컵 우승 팀
- 16팀 - UEFA 챔피언스리그 3차 예선전 탈락팀

조별리그: (40팀)
- 40팀 - 1회전의 승리팀

32강전: (32팀)
- 24팀 - 조별리그 각 조의 상위 세 팀
- 8팀 - UEFA 챔피언스리그 조별리그 각 조의 3위팀

| 32강전                        | 32강전                  | 32강전                   | 32강전                   |
| ----------------------------- | ----------------------- | ------------------------ | ------------------------ |
| 피오렌티나1                   | 마르세유1               | 제니트 상트페테르부르크1 | 디나모 키예프1           |
| 보르도1                       | 베르더 브레멘1          | 샤흐타르 도네츠크1       | 올보르1                  |
| 1회전                         |                         |                          |                          |
| 발렌시아                      | 함부르크                | 헤이렌베인               | 스탕다르 리에주2         |
| 세비야                        | 볼프스부르크            | NEC                      | 슬라비아 프라하2         |
| 라싱 산탄데르                 | 보루시아 도르트문트     | CSKA 모스크바            | 갈라타라사이2            |
| 포츠머스                      | 벤피카                  | 마더웰                   | 올림피아코스2            |
| 에버턴                        | 마리티모                | 메탈리스트 하르키우      | 레프스키 소피아2         |
| 토트넘 홋스퍼                 | 비토리아 세투발         | 클럽 브뤼헤              | 스파르타 프라하2         |
| 밀란                          | 라피드 부쿠레슈티       | 바닉 오스트라바          | 브란2                    |
| 삼프도리아                    | 디나모 부쿠레슈티       | 카이세리스포르3          | 파르티잔2                |
| 우디네세                      | 우니레아 우지체니       | 샬케 042                 | 비스와 크라쿠프2         |
| 낭시                          | 티미쇼아라              | 비토리아 기마레스2       | 아르트메디아 페트르잘카2 |
| 생테티엔                      | 페예노르트              | 트벤터2                  | 디나모 자그레브2         |
| 파리 생제르맹                 | 아약스                  | 스파르타크 모스크바2     | 카우나스2                |
| 2차 예선전                    |                         |                          |                          |
| FC 모스크바                   | 아리스 테살로니키       | 마카비 네타냐3           | 스포르팅 브라가4         |
| 퀸 오브 더 사우스             | 리텍스 로베치           | 레드스타 베오그라드3     | 바슬루이4                |
| 드니프로 드니프로페트로우스크 | 로코모티프 소피아       | 데포르티보 라 코루냐4    | 그라스호퍼 취리히4       |
| 겐트                          | 영 보이스               | 애스턴 빌라4             | 로젠보리4                |
| 슬로반 리베레츠               | 취리히                  | 나폴리4                  | 슈투름 그라츠4           |
| 베식타시                      | 릴레스트룀              | 렌4                      | 엘프스보리4              |
| AEK 아테네                    | 스타백                  | 슈투트가르트4            |                          |
| 1차 예선전                    |                         |                          |                          |
| 체르노 모레                   | 하이두크 스플리트       | FC 제스타포니            | 샤흐타르 카라간디        |
| 벨린초나                      | APOEL                   | WIT 조지아               | 글렌토런                 |
| 바이킹 스타방에르             | 오모니아                | FC 파두츠                | 클리프턴빌               |
| 이로니 키리앗 슈모나          | 칼마르                  | 밀라노                   | 뱅고어 시티              |
| 하포엘 텔아비브               | 유르고르덴              | 펠리스터                 | 더 뉴 세인츠             |
| 보이보디나                    | 인터블록                | 하프나르표르두르         | EB/스트레이머            |
| 보라츠 차차크                 | FC 코페르               | 아크라네스               | B36 토르스하운           |
| 브뢴뷔 IF                     | 즈린스키 모스타르       | MTZ 리포                 | CS 그레벤마허            |
| FC 미틸란                     | 시로키브리예그          | 고멜                     | 라싱                     |
| 쾨벤하운                      | 리에파야스 메탈루르크스 | 블라즈니아 슈코더르      | 비르키르카라 FC          |
| 레드 불 잘츠부르크            | 올림프스                | KF 파르티자니            | 마르사실로크 FC          |
| 아우스트리아 빈               | 수두바 마리얌폴레       | 플로라 탈린              | 산줄리아                 |
| 레기아 바르샤바               | 베트라 빌뉴스           | TVMK 탈린                | 유베네스/도가나          |
| 레흐 포즈난                   | 하카                    | 아라라트 예레반          | 모그렌                   |
| 죄르 ETO                      | 홍카                    | 바난츠 예레반            | 제타                     |
| 데브레첸                      | 다키아 키시너우         | 하자르 렌케란            | 맨체스터 시티            |
| MŠK 질리나                    | 니스트루 오타키         | 올림픽 바쿠              | FC 노르셸란              |
| 스파르타크 트르나바           | 코크 시티               | 토볼 코스타나이          | 헤르타 베를린            |
| 슬라벤 벨루포                 | 세인트 패트릭 애슬레틱  |                          |                          |

- 1 UEFA 챔피언스리그 조별 리그의 각 조의 3위팀
- 2 UEFA 챔피언스리그 3차 예선전 패배팀
- 3 전년도 우승 팀의 자리가 사용되지 않음으로 낮은 단계에서 한 단계씩 상승함
- 4 UEFA 인터토토컵의 3회전 우승 팀

## 대회 일정
| 일자             | 내용                  | 일자             | 내용                                      |
| ---------------- | --------------------- | ---------------- | ----------------------------------------- |
| 2008년 7월 1일   | 1차 예선전 대진 결정  | 2008년 12월 17일 | 조별 리그, 매치데이 5                     |
| 2008년 7월 17일  | 1차 예선전, 1차전     | 2008년 12월 18일 | 조별 리그, 매치데이 5                     |
| 2008년 7월 31일  | 1차 예선전, 2차전     | 2008년 12월 19일 | 32강전과 16강전 대진 결정                 |
| 2008년 8월 1일   | 2차 예선전 대진 결정  | 2009년 2월 18일  | 32강전, 1차전                             |
| 2008년 8월 14일  | 2차 예선전, 1차전     | 2009년 2월 19일  | 32강전, 1차전                             |
| 2008년 8월 28일  | 2차 예선전, 2차전     | 2009년 2월 26일  | 32강전, 2차전                             |
| 2008년 8월 29일  | 1회전 대진 결정       | 2009년 3월 12일  | 16강전, 1차전                             |
| 2008년 9월 18일  | 1회전, 1차전          | 2009년 3월 18일  | 16강전, 2차전                             |
| 2008년 10월 2일  | 1회전, 2차전          | 2009년 3월 19일  | 16강전, 2차전                             |
| 2008년 10월 7일  | 조별 리그 대진 결정   | 2009년 3월 20일  | 8강 대진 추첨 (이후로는 별도의 추첨 안함) |
| 2008년 10월 23일 | 조별 리그, 매치데이 1 | 2009년 4월 9일   | 8강전, 1차전                              |
| 2008년 11월 6일  | 조별 리그, 매치데이 2 | 2009년 4월 16일  | 8강전, 2차전                              |
| 2008년 11월 27일 | 조별 리그, 매치데이 3 | 2009년 4월 30일  | 4강전, 1차전                              |
| 2008년 12월 3일  | 조별 리그, 매치데이 4 | 2009년 5월 7일   | 4강전, 2차전                              |
| 2008년 12월 4일  | 조별 리그, 매치데이 4 | 2009년 5월 20일  | 터키 이스탄불에서의 결승전                |

## 예선전

### 1차 예선전
1차 예선전 대진 결정은 2008년 7월 1일에 이루어졌다. 1차전은 2008년 7월 17일에 열리고, 2차전은 7월 31일에 열리게 된다.
| 팀 1                | 합계             | 팀 2                    | 1차전            | 2차전            |
| 남부-지중해 지역    | 남부-지중해 지역 | 남부-지중해 지역        | 남부-지중해 지역 | 남부-지중해 지역 |
| ------------------- | ---------------- | ----------------------- | ---------------- | ---------------- |
| 체르노 모레         | 9-0              | 산줄리아                | 4-0              | 5-0              |
| 펠리스터            | 0-1              | APOEL                   | 0-0              | 0-1              |
| 파두츠              | 1-5              | 즈린스키 모스타르       | 1-2              | 0-3              |
| 시로키브리예그      | 3-1              | 파르티자니              | 0-0              | 3-1              |
| 하포엘 이로니 KS    | 4-1              | 모그렌                  | 1-1              | 3-0              |
| 코페르              | 1-2              | 블라즈니아 슈코더르     | 1-2              | 0-0              |
| 제타                | 1-2              | 인터블록                | 1-1              | 0-1              |
| 하포엘 텔아비브     | 5-0              | 유베네스/도가나         | 3-0              | 2-0              |
| 하이두크 스플리트   | 7-0              | 비르키르카라            | 4-0              | 3-0              |
| 오모니아            | 4-1              | 밀라노                  | 2-0              | 2-1              |
| 마르사실로크        | 0-8              | 슬라벤 벨루포           | 0-4              | 0-4              |
| 중앙-동부 지역      |                  |                         |                  |                  |
| 레드불 잘츠부르크   | 10-0             | 바난츠 예레반           | 7-0              | 3-0              |
| 죄르 ETO            | 3-2              | 제스타포니              | 1-1              | 2-1              |
| 아라라트 예레반     | 1-4              | 벨린초나                | 0-1              | 1-3              |
| 다키아 키시너우     | 2-4              | 보라츠 차차크           | 1-1              | 1-35             |
| 토볼                | 1-2              | 아우스트리아 빈         | 1-0              | 0-2              |
| 헤르타 BSC          | 8-1              | 니스트루 오타키         | 8-16             | 0-07             |
| 하자르 렌케란       | 1-5              | 레흐 포즈난             | 0-1              | 1-4              |
| 레기아 바르샤바     | 4-1              | 고멜                    | 0-0              | 4-1              |
| 스파르타크 트르나바 | 2-3              | WIT 조지아              | 2-2              | 0-1              |
| MTZ 리포            | 2-3              | MŠK 질리나              | 2-2              | 0-1              |
| 샤크타르 카라간디   | 1-2              | 데브레첸                | 1-1              | 0-1              |
| 보이보디나          | 2-1              | 올림픽 바쿠             | 1-0              | 1-1              |
| 북부 지역           |                  |                         |                  |                  |
| FH                  | 8-3              | 그레벤마허              | 3-2              | 5-1              |
| 베트라              | 1-2              | 바이킹                  | 1-0              | 0-2              |
| 라싱                | 1-10             | 칼마르                  | 0-3              | 1-7              |
| 홍카                | 4-2              | 아크라네스              | 3-0              | 1-2              |
| 글렌토런            | 1-3              | 리에파야스 메탈루르크스 | 1-1              | 0-2              |
| 브뢴뷔              | 3-0              | B36 토르스하운          | 1-0              | 2-0              |
| TVMK 탈린           | 0-8              | 노르셸란                | 0-3              | 0-5              |
| EB/스트레이머       | 0-4              | 맨체스터 시티           | 0-28             | 0-29             |
| 올림프스            | 0-3              | 세인트 패트릭 애슬레틱  | 0-1              | 0-2              |
| 유르고르덴          | (a)2-2           | 플로라 탈린             | 0-010            | 2-2              |
| 수두바 마리얌폴레   | 2-0              | 더 뉴 세인츠            | 1-0              | 1-0              |
| 클리프턴빌          | 0-11             | 쾨벤하운                | 0-4              | 0-7              |
| 코크 시티           | 2-6              | 하카                    | 2-2              | 0-4              |
| 뱅고어 시티         | 1-1011           | 미틸란                  | 0-4              | 1-612            |

- 5 보라츠 차차크의 홈구장이 UEFA의 기준에 맞지 않았기 때문에 스메데레보에 위치한 포트리스 경기장에서 열렸다.
- 6 헤르타 베를린의 홈구장인 베를린 올림픽 경기장이 다른 용도로 사용되었기 때문에 베를린의 프리드리히 루드빅 얀 스포츠파크에서 열렸다.[11]
- 7 니스트루 오타키의 홈구장이 UEFA의 기준에 맞지 않았기 때문에 키시너우에 위치한 스타디오눌 짐브루에서 열렸다.
- 8 EB/스트레이머의 홈구장이 UEFA의 기준에 맞지 않았기 때문에 토르스뵐루르에서 열렸다.
- 9 홈구장인 시티 오브 맨체스터 경기장에서 본 조비의 콘서트가 열리기 때문에[12] 맨체스터 시티는 홈경기를 반즐리의 홈구장인 오크웰에서 한다.
- 10 유르고르덴의 홈구장인 스톡홀름 올림픽 경기장이 UEFA 기준에 맞지 않기 때문에 로순다 스타디온에서 열렸다.
- 11 미틸란이 홈경기를 먼저 열기로 되어 있었으나 바뀌었다.
- 12 뱅거 시티의 홈구장이 UEFA의 기준에 맞지 않았기 때문에 렉섬의 홈경기장인 레이스코스 그라운드에서 열렸다.

### 2차 예선전
2차 예선전에는 16개 팀이 1차 예선전 없이 참가하게 되고, 1차 예선의 승리팀 37개 팀과 UEFA 인터토토컵 2008의 우승 팀 11개 팀도 참가한다.
| 팀 1                          | 합계             | 팀 2                        | 1차전            | 2차전            |
| 남부-지중해 지역              | 남부-지중해 지역 | 남부-지중해 지역            | 남부-지중해 지역 | 남부-지중해 지역 |
| ----------------------------- | ---------------- | --------------------------- | ---------------- | ---------------- |
| 시로키브리예그                | 1-6              | 베식타시                    | 1-2              | 0-4              |
| 브라가                        | 3-0              | 즈린스키 모스타르           | 1-0              | 2-0              |
| 보라츠 차차크                 | 2-1              | 로코모티브 소피아           | 1-013            | 1-1              |
| 보이보디나                    | 0-3              | 하포엘 텔아비브             | 0-0              | 0-3              |
| 아리스 테살로니키             | 1-2              | 슬라벤 벨루포               | 1-0              | 0-2              |
| 리텍스 로베치                 | 2-1              | 하포엘 이로니 키리앗 슈모나 | 0-0              | 2-1              |
| 데포르티보 라 코루냐          | 2-0              | 하이두크 스플리트           | 0-0              | 2-0              |
| APOEL                         | (a)5-5           | 레드 스타 베오그라드        | 2-2              | 3-3(연장)        |
| 블라즈니아 슈코더르           | 0-8              | 나폴리                      | 0-3              | 0-5              |
| 마카비 네타냐                 | 1-3              | 체르노 모레                 | 1-1              | 0-2              |
| AEK 아테네                    | 2-314            | 오모니아                    | 0-1              | 2-2              |
| 중앙-동부 지역                |                  |                             |                  |                  |
| 리에파야스 메탈루르크스       | 1-5              | 바슬루이                    | 0-2              | 1-3              |
| 취리히                        | 2-2              | 슈투름 그라츠               | 1-1              | 1-1(연장)        |
| 슈투트가르트                  | 6-2              | 죄르 ETO                    | 2-1              | 4-1              |
| 레흐 포즈난                   | 6-0              | 그라스호퍼                  | 6-0              | 0-015            |
| 슬로반 리베레츠               | 2-4              | 질리나                      | 1-2              | 1-2              |
| WIT 조지아                    | 0-2              | 아우스트리아 빈             | 취소16           | 0-2              |
| 영 보이스                     | 7-3              | 데브레첸                    | 4-1              | 3-2              |
| 레기아 바르샤바               | 1-4              | FC 모스크바                 | 1-2              | 0-2              |
| 드니프로 드니프로페트로우스크 | (a)4-4           | 벨린초나                    | 3-2              | 1-217            |
| 인터블록                      | 0-3              | 헤르타 베를린               | 0-218            | 0-119            |
| 수두바 마리얌폴레             | 2-4              | 레드 불 잘츠부르크          | 1-4              | 1-0              |
| 북부 지역                     |                  |                             |                  |                  |
| 유르고르덴                    | 2-6              | 로젠보리                    | 2-120            | 0-5              |
| 퀸 오브 더 사우스             | 2-4              | 노르셸란                    | 1-2              | 1-2              |
| 겐트                          | 2-5              | 칼마르                      | 2-1              | 0-4              |
| 맨체스터 시티                 | 1-1(p4-2)        | 미틸란                      | 0-1              | 1-0(연장)        |
| 홍카                          | 2-1              | 바이킹                      | 0-0              | 2-1              |
| 하카                          | 0-6              | 브뢴뷔                      | 0-4              | 0-2              |
| 스타백                        | 2-3              | 렌                          | 2-1              | 0-2              |
| 쾨벤하운                      | 7-3              | 릴레스트룀                  | 3-1              | 4-2              |
| 엘프스보리                    | 3-4              | 세인트 패트릭스 애슬레틱    | 2-2              | 1-2              |
| FH                            | 2-513            | 애스턴 빌라                 | 1-4              | 1-1              |

- 13 보라츠 차차크의 홈구장이 UEFA의 기준에 맞지 않았기 때문에 스메데레보에 위치한 포트리스 경기장에서 열렸다.
- 14 APOEL 니코시아가 같은 날에 오모니아의 홈구장에서 경기를 하기 때문에 경기의 순서가 바뀌었다.[13]
- 15 그라스호퍼의 홈구장인 레치그룬트가 골든 리그의 육상 경기가 다음 날에 열리는 관계로 장크트갈렌의 AFG 아레나에서 열리게 된다.[14]
- 16 2008년 남오세티야 전쟁으로 조지아에서의 안전을 보장할 수 없기 때문에, UEFA에서는 조지아에서의 경기를 취소하였다. 경기는 비엔나에서의 단판 경기로 결정된다.[15]
- 17 벨린초나의 홈구장이 UEFA 기준에 맞지 않기 때문에 루가노의 코르나레도 경기장에서 열렸다.
- 18 인터블록의 홈구장이 UEFA 기준에 맞지 않기 때문에 첼레의 페트롤 아레나에서 열렸다.
- 19 헤르타 베를린의 홈구장인 베를린 올림픽 경기장 대신에 베를린의 프리드리히 루드빅 얀 스포츠파크에서 경기가 열렸다.
- 20 유르고르덴의 홈구장인 스톡홀름 올림픽 경기장이 UEFA 기준에 맞지 않기 때문에 로순다 스타디온에서 열렸다.
- 21 두 클럽의 요청으로 경기 순서가 변경되었다.[16]

## 1회전
예선 2회전에서 승리한 32개 팀과 1회전에 참가하는 32개 팀, 그리고 UEFA 챔피언스리그 예선3회전에서 탈락한 16개 팀까지 총 80개 팀이 1회전에 참가하게 된다. 80개 팀은 10팀씩 8개 조로 나뉘어 다섯 팀은 시드를 받은 팀이고 나머지 다섯 팀은 시드를 받지 못한 팀으로 배정된다. 대진은 각 클럽의 UEFA 점수에 따라 결정되는데 각 조에는 같은 국가의 팀이 한 팀 이상 배정되지 않는다. 이 팀들은 홈 앤 원정 방식으로 두 경기를 하게 되어 승리팀은 조별 리그전으로 가게 된다. 조별 리그에서는 새로이 조를 편성하여 10월 23일에 첫 경기를 실시하게 된다.
| 팀 1                | 합계      | 팀 2                     | 1차전 | 2차전     |
| 1조                 | 1조       | 1조                      | 1조   | 1조       |
| ------------------- | --------- | ------------------------ | ----- | --------- |
| 밀란                | 4-1       | 취리히                   | 3-1   | 1-0       |
| 티미쇼아라          | 1-3       | 파르티잔                 | 1-2   | 0-1       |
| 헤르타 BSC          | 2-0       | 세인트 패트릭스 애슬레틱 | 2-0   | 0-0       |
| 바닉 오스트라바     | 1-2       | 스파르타크 모스크바      | 0-1   | 1-1       |
| 베식타시            | 2-422     | 메탈리스트 하르키우      | 1-0   | 1-4       |
| 2조                 |           |                          |       |           |
| 포츠머스            | 4-2       | 비토리아 기마레스        | 2-0   | 2-2(연장) |
| 카이세리스포르      | 1-2       | 파리 생제르맹            | 1-2   | 0-0       |
| 세비야              | 4-0       | 레드 불 잘츠부르크       | 2-0   | 2-0       |
| 볼프스부르크        | 1-2       | 라피드 부쿠레슈티        | 1-0   | 1-1       |
| 삼프도리아          | 7-1       | 카우나스                 | 5-0   | 2-1       |
| 3조                 |           |                          |       |           |
| 마리티모            | 1-3       | 발렌시아                 | 0-1   | 1-2       |
| 디나모 자그레브     | (a)3-3    | 스파르타 프라하          | 0-0   | 3-3       |
| 오모니아            | 2-423     | 맨체스터 시티            | 1-2   | 1-2       |
| 영 보이스           | 2-4       | 클럽 브뤼헤              | 2-2   | 0-2       |
| 낭시                | 3-0       | 마더웰                   | 1-0   | 2-0       |
| 4조                 |           |                          |       |           |
| 에버턴              | 3-4       | 스탕다르 리에주          | 2-2   | 1-2       |
| 나폴리              | 3-4       | 벤피카                   | 3-2   | 0-2       |
| 벨린초나            | 4-6       | 갈라타사라이             | 3-4   | 1-2       |
| NEC                 | 1-0       | 디나모 부쿠레슈티        | 1-0   | 0-0       |
| 라싱 산탄데르       | 2-0       | 홍카                     | 1-0   | 1-0       |
| 5조                 |           |                          |       |           |
| APOEL               | 2-5       | 샬케 04                  | 1-4   | 1-1       |
| 리텍스 로베치       | 2-4       | 애스턴 빌라              | 1-3   | 1-1       |
| 아우스트리아 빈     | 4-5       | 레흐 포즈난              | 2-1   | 2-4(연장) |
| 비토리아 세투발     | 3-6       | 헤이렌베인               | 1-1   | 2-5       |
| 브란                | 2-2(2-3p) | 데포르티보               | 2-0   | 0-2(연장) |
| 6조                 |           |                          |       |           |
| 슬라비아 프라하     | (a)1-1    | 바슬루이                 | 0-0   | 1-1       |
| 슬라벤 벨루포       | 1-3       | CSKA 모스크바            | 1-2   | 0-1       |
| 브뢴비              | 3-5       | 로젠보리                 | 1-2   | 2-3       |
| 체르노 모레         | 3-4       | 슈투트가르트             | 1-2   | 2-2       |
| 렌                  | 2-2(a)    | 트벤터                   | 2-1   | 0-1       |
| 7조                 |           |                          |       |           |
| 보라치 차차크       | 1-622     | 아약스                   | 1-4   | 0-2       |
| 토트넘 홋스퍼       | 3-2       | 비스와 크라쿠프          | 2-1   | 1-1       |
| FC 모스크바         | 2-324     | 쾨벤하운                 | 1-2   | 1-1       |
| 질리나              | 2-1       | 레프스키 소피아          | 1-1   | 1-0       |
| 보루시아 도르트문트 | 2-2(3-4p) | 우디네세                 | 0-2   | 2-0(연장) |
| 8조                 |           |                          |       |           |
| 브라가              | 6-0       | 아르트메디아 페트르잘카  | 4-0   | 2-0       |
| 페예노르트          | (a)2-2    | 칼마르                   | 0-1   | 2-1       |
| 함부르크            | 2-0       | 우니레아 우지체니        | 0-0   | 2-0       |
| 하포엘 텔아비브     | 2-4       | 생테티엔                 | 1-2   | 1-2       |
| 노르셸란            | 0-7       | 올림피아코스             | 0-2   | 0-5       |

- 22 경기의 순서가 바뀌었다.
- 23 AC 오모니아의 경기장 사용일정이 밀려 경기 순서가 바뀌었다.
- 24 스파르타크 모스크바가 같은 날에 모스크바에서 경기하기 때문에 경기 순서가 바뀌었다.

## 조별 리그
조별 리그의 조 편성은 2008년 10월 7일, 스위스의 니옹에서 결정된다. 40개 팀은 UEFA 점수에 따라 다섯 개의 포트로 나뉘어 추첨을 하게 된다. 각 포트에서 한 팀씩 추첨하여 한 조를 만드는데, 같은 국가의 팀은 한 조에 배정되지 않는다.
| 팀            | 경기 | 승 | 무 | 패 | 득 | 실 | 차 | 승점 |
| ------------- | ---- | -- | -- | -- | -- | -- | -- | ---- |
| 맨체스터 시티 | 4    | 2  | 1  | 1  | 6  | 5  | +1 | 7    |
| 트벤터        | 4    | 2  | 0  | 2  | 5  | 8  | −3 | 6    |
| 파리 생제르맹 | 4    | 1  | 2  | 1  | 7  | 5  | +2 | 5    |
| 라싱 산탄데르 | 4    | 1  | 2  | 1  | 6  | 5  | +1 | 5    |
| 샬케 04       | 4    | 1  | 1  | 2  | 5  | 6  | −1 | 4    |

| 2008년 10월 23일 |     |               |
| 트벤터           | 1–0 | 라싱 산탄데르 |
| 샬케 04          | 3–1 | 파리 생제르맹 |
| 2008년 11월 6일  |     |               |
| 라싱 산탄데르    | 1–1 | 샬케 04       |
| 맨체스터 시티    | 3–2 | 트벤터        |
| 2008년 11월 27일 |     |               |
| 파리 생제르맹    | 2–2 | 라싱 산탄데르 |
| 샬케 04          | 0–2 | 맨체스터 시티 |
| 2008년 12월 3일  |     |               |
| 맨체스터 시티    | 0–0 | 파리 생제르맹 |
| 트벤터           | 2–1 | 샬케 04       |
| 2008년 12월 18일 |     |               |
| 파리 생제르맹    | 4–0 | 트벤터        |
| 라싱 산탄데르    | 3–1 | 맨체스터 시티 |

| 팀                  | 경기 | 승 | 무 | 패 | 득 | 실 | 차 | 승점 |
| ------------------- | ---- | -- | -- | -- | -- | -- | -- | ---- |
| 메탈리스트 하르키우 | 4    | 3  | 1  | 0  | 3  | 0  | +3 | 10   |
| 갈라타사라이        | 4    | 3  | 0  | 1  | 4  | 1  | +3 | 9    |
| 올림피아코스        | 4    | 2  | 0  | 2  | 9  | 3  | +6 | 6    |
| 헤르타 BSC          | 4    | 0  | 2  | 2  | 1  | 6  | −5 | 2    |
| 벤피카              | 4    | 0  | 1  | 3  | 2  | 9  | −7 | 1    |

| 2008년 10월 23일    |     |                     |
| 헤르타 BSC          | 1–1 | 벤피카              |
| 갈라타사라이        | 1–0 | 올림피아코스        |
| 2008년 11월 6일     |     |                     |
| 벤피카              | 0–2 | 갈라타사라이        |
| 메탈리스트 하르키우 | 0–0 | 헤르타 BSC          |
| 2008년 11월 27일    |     |                     |
| 올림피아코스        | 5–1 | 벤피카              |
| 갈라타사라이        | 0–1 | 메탈리스트 하르키우 |
| 2008년 12월 3일     |     |                     |
| 메탈리스트 하르키우 | 1–0 | 올림피아코스        |
| 헤르타 BSC          | 0–1 | 갈라타사라이        |
| 2008년 12월 18일    |     |                     |
| 올림피아코스        | 4–0 | 헤르타 BSC          |
| 벤피카              | 0–1 | 메탈리스트 하르키우 |

| 팀              | 경기 | 승 | 무 | 패 | 득 | 실 | 차 | 승점 |
| --------------- | ---- | -- | -- | -- | -- | -- | -- | ---- |
| 스탕다르 리에주 | 4    | 3  | 0  | 1  | 5  | 3  | +2 | 9    |
| 슈투트가르트    | 4    | 2  | 1  | 1  | 6  | 3  | +3 | 7    |
| 삼프도리아      | 4    | 2  | 1  | 1  | 4  | 5  | −1 | 7    |
| 세비야          | 4    | 2  | 0  | 2  | 5  | 2  | +3 | 6    |
| 파르티잔        | 4    | 0  | 0  | 4  | 1  | 8  | −7 | 0    |

| 2008년 10월 23일 |     |                 |
| 세비야           | 2–0 | 슈투트가르트    |
| 파르티잔         | 1–2 | 삼프도리아      |
| 2008년 11월 6일  |     |                 |
| 슈투트가르트     | 2–0 | 파르티잔        |
| 스탕다르 리에주  | 1–0 | 세비야          |
| 2008년 11월 27일 |     |                 |
| 삼프도리아       | 1–1 | 슈투트가르트    |
| 파르티잔         | 0–1 | 스탕다르 리에주 |
| 2008년 12월 3일  |     |                 |
| 스탕다르 리에주  | 3–0 | 삼프도리아      |
| 세비야           | 3–0 | 파르티잔        |
| 2008년 12월 18일 |     |                 |
| 삼프도리아       | 1–0 | 세비야          |
| 슈투트가르트     | 3–0 | 스탕다르 리에주 |

| 팀                  | 경기 | 승 | 무 | 패 | 득 | 실 | 차 | 승점 |
| ------------------- | ---- | -- | -- | -- | -- | -- | -- | ---- |
| 우디네세            | 4    | 3  | 0  | 1  | 6  | 4  | +2 | 9    |
| 토트넘 홋스퍼       | 4    | 2  | 1  | 1  | 7  | 4  | +3 | 7    |
| NEC                 | 4    | 2  | 0  | 2  | 6  | 5  | +1 | 6    |
| 스파르타크 모스크바 | 4    | 1  | 1  | 2  | 5  | 6  | −1 | 4    |
| 디나모 자그레브     | 4    | 1  | 0  | 3  | 4  | 9  | −5 | 3    |

| 2008년 10월 23일    |     |                     |
| 우디네세            | 2–0 | 토트넘 홋스퍼       |
| 디나모 자그레브     | 3–2 | NEC                 |
| 2008년 11월 6일     |     |                     |
| 토트넘 홋스퍼       | 4–0 | 디나모 자그레브     |
| 스파르타크 모스크바 | 1–2 | 우디네세            |
| 2008년 11월 27일    |     |                     |
| NEC                 | 0–1 | 토트넘 홋스퍼       |
| 디나모 자그레브     | 0–1 | 스파르타크 모스크바 |
| 2008년 12월 3일     |     |                     |
| 스파르타크 모스크바 | 1–2 | NEC                 |
| 우디네세            | 2–1 | 디나모 자그레브     |
| 2008년 12월 18일    |     |                     |
| NEC                 | 2–0 | 우디네세            |
| 토트넘 홋스퍼       | 2–2 | 스파르타크 모스크바 |

| 팀           | 경기 | 승 | 무 | 패 | 득 | 실 | 차  | 승점 |
| ------------ | ---- | -- | -- | -- | -- | -- | --- | ---- |
| 볼프스부르크 | 4    | 3  | 1  | 0  | 13 | 7  | +6  | 10   |
| 밀란         | 4    | 2  | 2  | 0  | 8  | 5  | +3  | 8    |
| 브라가       | 4    | 2  | 0  | 2  | 7  | 5  | +2  | 6    |
| 포츠머스     | 4    | 1  | 1  | 2  | 7  | 8  | −1  | 4    |
| 헤이렌베인   | 4    | 0  | 0  | 4  | 3  | 13 | −10 | 0    |

| 2008년 10월 23일 |     |              |
| 헤이렌베인       | 1–3 | 밀란         |
| 브라가           | 3–0 | 포츠머스     |
| 2008년 11월 6일  |     |              |
| 밀란             | 1–0 | 브라가       |
| 볼프스부르크     | 5–1 | 헤이렌베인   |
| 2008년 11월 27일 |     |              |
| 포츠머스         | 2–2 | 밀란         |
| 브라가           | 2–3 | 볼프스부르크 |
| 2008년 12월 4일  |     |              |
| 볼프스부르크     | 3–2 | 포츠머스     |
| 헤이렌베인       | 1–2 | 브라가       |
| 2008년 12월 17일 |     |              |
| 포츠머스         | 3–0 | 헤이렌베인   |
| 밀란             | 2–2 | 볼프스부르크 |

| 팀              | 경기 | 승 | 무 | 패 | 득 | 실 | 차 | 승점 |
| --------------- | ---- | -- | -- | -- | -- | -- | -- | ---- |
| 함부르크        | 4    | 3  | 0  | 1  | 7  | 3  | +4 | 9    |
| 아약스          | 4    | 2  | 1  | 1  | 5  | 4  | +1 | 7    |
| 애스턴 빌라     | 4    | 2  | 0  | 2  | 5  | 6  | −1 | 6    |
| MŠK 질리나      | 4    | 1  | 1  | 2  | 3  | 4  | −1 | 4    |
| 슬라비아 프라하 | 4    | 0  | 2  | 2  | 2  | 5  | −3 | 2    |

| 2008년 10월 23일 |     |                 |
| 애스턴 빌라      | 2–1 | 아약스          |
| MŠK 질리나       | 1–2 | 함부르크        |
| 2008년 11월 6일  |     |                 |
| 아약스           | 1–0 | MŠK 질리나      |
| 슬라비아 프라하  | 0–1 | 애스턴 빌라     |
| 2008년 11월 27일 |     |                 |
| 함부르크         | 0–1 | 아약스          |
| MŠK 질리나       | 0–0 | 슬라비아 프라하 |
| 2008년 12월 4일  |     |                 |
| 슬라비아 프라하  | 0–2 | 함부르크        |
| 애스턴 빌라      | 1–2 | MŠK 질리나      |
| 2008년 12월 17일 |     |                 |
| 함부르크         | 3–1 | 애스턴 빌라     |
| 아약스           | 2–2 | 슬라비아 프라하 |

| 팀          | 경기 | 승 | 무 | 패 | 득 | 실 | 차 | 승점 |
| ----------- | ---- | -- | -- | -- | -- | -- | -- | ---- |
| 생테티엔    | 4    | 2  | 2  | 0  | 9  | 4  | +5 | 8    |
| 발렌시아    | 4    | 1  | 3  | 0  | 8  | 4  | +4 | 6    |
| 쾨벤하운    | 4    | 1  | 2  | 1  | 4  | 5  | −1 | 5    |
| 클럽 브뤼헤 | 4    | 0  | 3  | 1  | 2  | 3  | −1 | 3    |
| 로젠보리    | 4    | 0  | 2  | 2  | 1  | 8  | −7 | 2    |

| 2008년 10월 23일 |     |             |
| 쾨벤하운         | 1–3 | 생테티엔    |
| 로젠보리         | 0–0 | 클럽 브뤼헤 |
| 2008년 11월 6일  |     |             |
| 생테티엔         | 3–0 | 로젠보리    |
| 발렌시아         | 1–1 | 쾨벤하운    |
| 2008년 11월 27일 |     |             |
| 클럽 브뤼헤      | 1–1 | 생테티엔    |
| 로젠보리         | 0–4 | 발렌시아    |
| 2008년 12월 4일  |     |             |
| 발렌시아         | 1–1 | 클럽 브뤼헤 |
| 쾨벤하운         | 1–1 | 로젠보리    |
| 2008년 12월 17일 |     |             |
| 클럽 브뤼헤      | 0–1 | 쾨벤하운    |
| 생테티엔         | 2–2 | 발렌시아    |

| 팀            | 경기 | 승 | 무 | 패 | 득 | 실 | 차 | 승점 |
| ------------- | ---- | -- | -- | -- | -- | -- | -- | ---- |
| CSKA 모스크바 | 4    | 4  | 0  | 0  | 12 | 5  | +7 | 12   |
| 데포르티보    | 4    | 2  | 1  | 1  | 5  | 4  | +1 | 7    |
| 레흐 포즈난   | 4    | 1  | 2  | 1  | 5  | 5  | 0  | 5    |
| 낭시          | 4    | 1  | 1  | 2  | 8  | 7  | +1 | 4    |
| 페예노르트    | 4    | 0  | 0  | 4  | 1  | 10 | −9 | 0    |

| 2008년 10월 23일 |     |               |
| 낭시             | 3–0 | 페예노르트    |
| CSKA 모스크바    | 3–0 | 데포르티보    |
| 2008년 11월 6일  |     |               |
| 페예노르트       | 1–3 | CSKA 모스크바 |
| 레흐 포즈난      | 2–2 | 낭시          |
| 2008년 11월 27일 |     |               |
| 데포르티보       | 3–0 | 페예노르트    |
| CSKA 모스크바    | 2–1 | 레흐 포즈난   |
| 2008년 12월 4일  |     |               |
| 레흐 포즈난      | 1–1 | 데포르티보    |
| 낭시             | 3–4 | CSKA 모스크바 |
| 2008년 12월 17일 |     |               |
| 데포르티보       | 1–0 | 낭시          |
| 페예노르트       | 0–1 | 레흐 포즈난   |

## 토너먼트전
토너먼트전은 결승전을 제외하고 모두 2차전으로 진행된다. 2차전 정규 시간 내에 합계 점수가 같을 경우, 승리팀은 원정 경기에서 많은 골을 넣은 팀이 된다. 만약 두 경기에서의 점수가 같다면 연장전이 열린다. 연장전 결과 점수가 같을 경우에도 원정 다득점 규칙이 적용된다. 만약 연장전에 아무런 득점이 없다면, 결과는 승부차기로 결정된다.

### 32강전
32강전 대진은 UEFA컵 조별 리그전 마지막 경기가 있은 다음 날인 2008년 12월 19일에 결정되었다. 대진에는 조별리그의 각 조 1~3위 팀과 UEFA 챔피언스리그 조별 리그의 8개 조의 3위 팀까지 32개 팀이 참가하였다. 대진은 각 조 1위 팀과 3위팀끼리 맞붙고, 각 조 2위 팀은 챔피언스리그 3위 팀과 맞붙게 되는데, 같은 국가의 팀끼리는 만나지 않는다. 각 조의 1, 2위 팀은 32강전에서 2차전을 홈 경기로 갖게 된다. 1차전은 2009년 2월 18일과 2월 19일에 열리고, 2차전은 2009년 2월 26일에 열렸다.
| 팀 1                    | 합계               | 팀 2                | 1차전 | 2차전     |
| ----------------------- | ------------------ | ------------------- | ----- | --------- |
| 파리 생제르맹           | 5–1                | 볼프스부르크        | 2–0   | 3–1       |
| 쾨벤하운                | 3–4                | 맨체스터 시티       | 2–2   | 1–2       |
| NEC                     | 0–4                | 함부르크            | 0–3   | 0–1       |
| 삼프도리아              | 0–3                | 메탈리스트 하르키우 | 0–1   | 0–2       |
| 브라가                  | 4–1                | 스탕다르 리에주     | 3–0   | 1–1       |
| 애스턴 빌라             | 1–3                | CSKA 모스크바       | 1–1   | 0–2       |
| 레흐 포즈난             | 3–4                | 우디네세            | 2–2   | 1–2       |
| 올림피아코스            | 2–5                | 생테티엔            | 1–3   | 1–2       |
| 피오렌티나              | 1–2                | 아약스              | 0–1   | 1–1       |
| 올보르 BK               | 6–1                | 데포르티보          | 3–0   | 3–1       |
| 베르더 브레멘           | 3–3 (a)            | 밀란                | 1–1   | 2–2       |
| 보르도                  | 3–4                | 갈라타사라이        | 0–0   | 3–4       |
| 디나모 키예프           | 3–3 (a)            | 발렌시아            | 1–1   | 2–2       |
| 제니트 상트페테르부르크 | 4–2                | 슈투트가르트        | 2–1   | 2–1       |
| 마르세유                | 1–1 (승부차기 7–6) | 트벤터              | 0–1   | 1–0(연장) |
| 샤흐타르 도네츠크       | 3–1                | 토트넘 홋스퍼       | 2–0   | 1–1       |

### 16강전
16강전 대진은 2008년 12월 19일에 32강전 대진 이후에 바로 결정되었다. 각 대진에서 앞쪽에 위치한 팀이 첫 경기를 홈에서 갖는다. 1차전은 2009년 3월 12일에 열리고, 2차전은 2009년 3월 18일과 3월 19일에 열렸다.
| 팀 1          | 합계        | 팀 2                    | 1차전 | 2차전      |
| ------------- | ----------- | ----------------------- | ----- | ---------- |
| 베르더 브레멘 | 3–2         | 생테티엔                | 1–0   | 2–2        |
| CSKA 모스크바 | 1–2         | 샤흐타르 도네츠크       | 1–0   | 0–2        |
| 우디네세      | 2–1         | 제니트 상트페테르부르크 | 2–0   | 0–1        |
| 파리 생제르맹 | 1–0         | 브라가                  | 0–0   | 1–0        |
| 디나모 키예프 | 3–3 (a)     | 메탈리스트 하르키우     | 1–0   | 2–3        |
| 맨체스터 시티 | 2–2 (4–3 p) | 올보르                  | 2–0   | 0–2 (연장) |
| 마르세유      | 4–3         | 아약스                  | 2–1   | 2–2 (연장) |
| 함부르크      | 4–3         | 갈라타사라이            | 1–1   | 3–2        |

### 8강전
1차전은 2009년 4월 9일에 열리고, 2차전은 2009년 4월 16일에 열렸다.
| 팀 1              | 합계 | 팀 2          | 1차전 | 2차전 |
| ----------------- | ---- | ------------- | ----- | ----- |
| 함부르크          | 4–3  | 맨체스터 시티 | 3–1   | 1–2   |
| 파리 생제르맹     | 0–3  | 디나모 키예프 | 0–0   | 0–3   |
| 샤흐타르 도네츠크 | 4–1  | 마르세유      | 2–0   | 2–1   |
| 베르더 브레멘     | 6–4  | 우디네세      | 3–1   | 3–3   |

### 4강전
1차전은 2009년 4월 30일에 열리고 2차전은 2009년 5월 7일에 열렸다.
| 팀 1          | 합계    | 팀 2              | 1차전 | 2차전 |
| ------------- | ------- | ----------------- | ----- | ----- |
| 베르더 브레멘 | 3–3 (a) | 함부르크          | 1–0   | 2–3   |
| 디나모 키예프 | 2–3     | 샤흐타르 도네츠크 | 1–1   | 1–2   |

### 결승전
2008-09년 UEFA컵의 결승전은 2009년 5월 20일에 터키의 이스탄불에 위치한 쉬크뤼 사라졸루 경기장에서 열렸다. 이는 튀르키예에서 열리는 최초의 UEFA컵 결승전이며, 이스탄불의 아타튀르크 올림픽 경기장에서 열린 2005 UEFA 챔피언스리그 결승전에 이어 두 번째이다.
| 샤흐타르 도네츠크 | 2 - 1 | 베르더 브레멘 |
| ----------------- | ----- | ------------- |
|                   |       |               |

| 2008-09년 UEFA컵 우승        |
| ---------------------------- |
| 우크라이나                   |
| 샤흐타르 도네츠크 1번째 우승 |

## 득점 순위
최종 순위
| 순위 | 선수               | 팀            | 골 |
| ---- | ------------------ | ------------- | -- |
| 1    | 바그네르 로베      | CSKA 모스크바 | 11 |
| 2    | 이비차 올리치      | 함부르크      | 9  |
| 3    | 파비오 콸리아렐라  | 우디네세      | 8  |
| 4    | 지에구             | 베르더 브레멘 | 6  |
| 4    | 마리오 고메즈      | 슈투트가르트  | 6  |
| 4    | 루이스 아기아르    | 브라가        | 6  |
| 4    | 페귀 루인둘라      | 파리 생제르맹 | 6  |
| 8    | 밀란 바로시        | 갈라타사라이  | 5  |
| 8    | 디오고 루이스 산토 | 올림피아코스  | 5  |
| 8    | 일란               | 생테티엔      | 5  |
| 8    | 알버트 메용        | 브라가        | 5  |
| 8    | 믈라덴 페트리치    | 함부르크      | 5  |
| 8    | 클라우디오 피사로  | 베르더 브레멘 | 5  |
| 8    | 에르난 렌히포      | 레흐 포즈난   | 5  |
| 8    | 루이스 수아레스    | 아약스        | 5  |

## 같이 보기
- 2008-09년 UEFA 챔피언스리그
- 2008년 UEFA 인터토토컵
- 2009년 UEFA 슈퍼컵